# Stylidium crassifolium
Stylidium crassifolium este o specie de plante dicotiledonate din genul Stylidium, familia Stylidiaceae, ordinul Asterales, descrisă de Robert Brown. Conform Catalogue of Life specia Stylidium crassifolium nu are subspecii cunoscute.